# Clam Antivirus

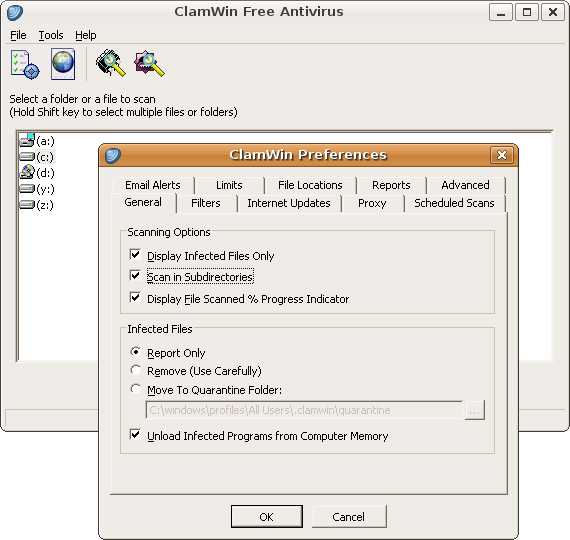
ClamWin

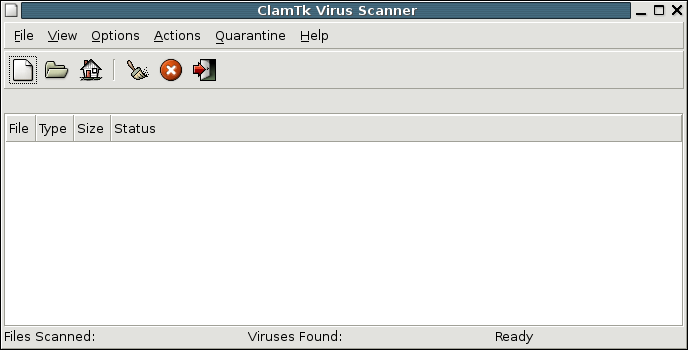
ClamTk Virus Scanner

Clam AntiVirus är ett fritt antivirusprogram baserat på öppen källkod och licensierat enligt GPL-2.0-only. Programmet är skrivet för icke interaktiv användning, dvs att ligga och scanna mail på en mailserver eller motsvarande men är inte begränsat av det.